# Calymperes hispidum
Calymperes hispidum är en bladmossart som beskrevs av Ferdinand François Gabriel Renauld och Jules Cardot 1893. Calymperes hispidum ingår i släktet Calymperes och familjen Calymperaceae. Inga underarter finns listade i Catalogue of Life.